# Bahnhof Frankfurt-Höchst Farbwerke
Frankfurt-Höchst Farbwerke ist ein Bahnhofsteil (Bft) des Bahnhofs Frankfurt-Höchst. Bedient wird der Halt im Netz der S-Bahn Rhein-Main.

## Lage
Der Halt liegt am Tor Nord des Industrieparks Höchst im Frankfurter Stadtteil Frankfurt-Unterliederbach. Er befindet sich inmitten des Gleisvorfelds des Bahnhofs Frankfurt-Höchst.
In unmittelbarer Nachbarschaft zu diesem Haltepunkt, nördlich der Durchfahrtgleise, befindet sich ein Wartungszentrum für Reisezüge mit einer Waschanlage.

## Name
Der Bezug in der Bahnhofsbezeichnung auf die Farbwerke Hoechst wurde trotz deren Auflösung 1999 beibehalten, allerdings wurde die Bezeichnung von Farbwerke Hoechst in Frankfurt-Höchst Farbwerke geändert.

## Geschichte
Bevor der jetzige Halt geschaffen wurde, existierte an der Königsteiner Bahn ein Haltepunkt Farbwerke, der mit dem Werksgelände über eine lange Stahlbrücke, nach dem großen Vorbild „Eiserner Steg“ genannt, verbunden war. Der heutige Halt wurde 1967 errichtet und 1978 in das S-Bahn-Netz eingegliedert.

## Infrastruktur

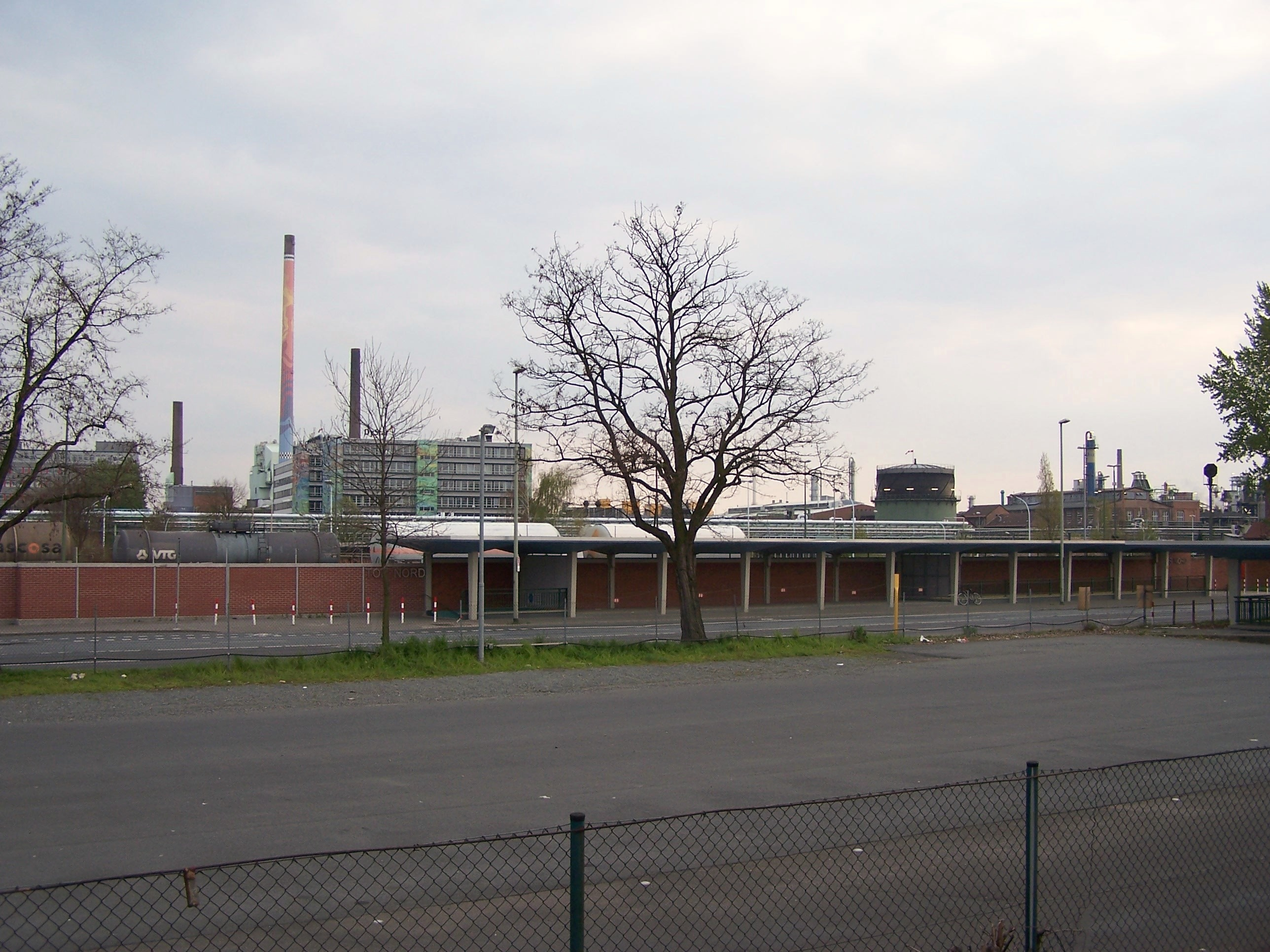
Zugangsbauwerk, südliche Hoechster-Farben-Straße

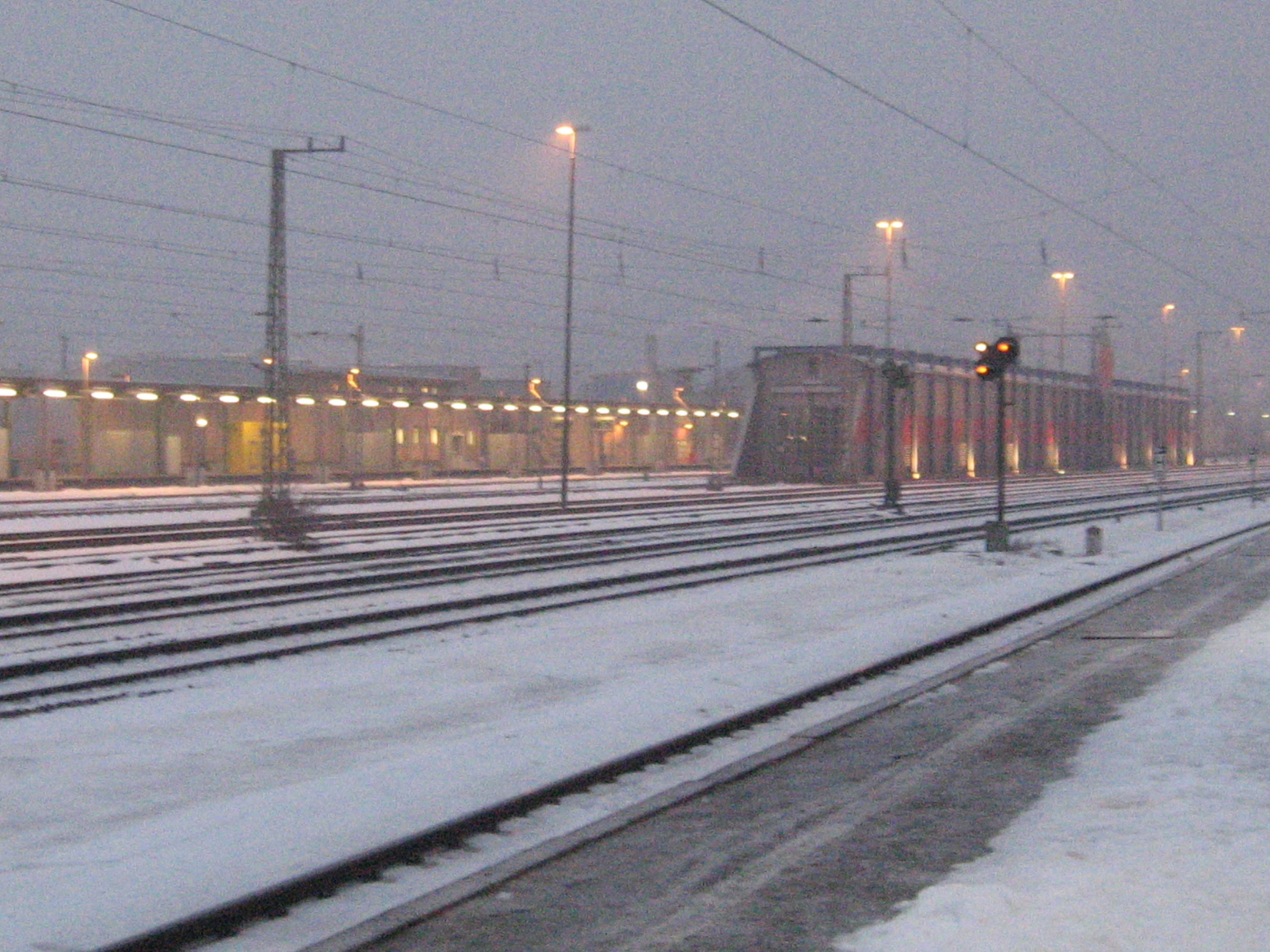
Blick auf die Bahnsteige im Winter

Es gibt nur einen Mittelbahnsteig. Dieser ist nur über einen Fußgängertunnel zu erreichen, der drei weitere Ausgänge besitzt: Zwei öffentliche auf beiden Seiten der Hoechster-Farben-Straße, wo sich auch die Bushaltestelle Industriepark Höchst Tor Nord befindet, sowie einen nicht-öffentlichen Ausgang auf das Gelände des Industrieparks.
Der Bahnsteig, seit 40 Jahren nahezu unverändert, weist wenig architektonische Qualität auf. Die beiden Eingangsbauwerke in der Hoechster-Farben-Straße sind aufwendiger. Der Zugangstunnel wurde neu gestaltet und ist seitdem videoüberwacht.

## Nutzung
Neben Angestellten des Industrieparks Höchst wird der Halt auch bei Veranstaltungen in Jahrhundert- und Ballsporthalle (SÜWAG Energie Arena) genutzt. Hier halten die S-Bahn-Linien S1 und S2, die sich dort in westlicher Richtung trennen. Zusätzlich wird der Halt auch an Werktagen von einzelnen Zügen der RB 22 (Frankfurt Hbf–Limburg) bedient, nämlich von drei Fahrten morgens in Richtung Frankfurt sowie einer nachmittags in Richtung Limburg.
| Linie | Verlauf | Takt                                                                                     |
| ----- | --- | ---------------------------------------------------------------------------------------- |
| S1    | Wiesbaden Hbf – Wiesbaden Ost – Mainz-Kastel – Hochheim (Main) – Flörsheim (Main) – Eddersheim – Hattersheim (Main) – Frankfurt-Sindlingen – Frankfurt-Höchst Farbwerke – Frankfurt-Höchst – Frankfurt-Nied – Frankfurt-Griesheim – Frankfurt (Main) Hbf tief – Frankfurt (Main) Taunusanlage – Frankfurt (Main) Hauptwache – Frankfurt (Main) Konstablerwache – Frankfurt (Main) Ostendstraße – Frankfurt (Main) Mühlberg – Offenbach-Kaiserlei – Offenbach Ledermuseum – Offenbach Marktplatz – Offenbach (Main) Ost – Offenbach-Bieber – Offenbach-Waldhof – Obertshausen – Rodgau-Weiskirchen – Rodgau-Hainhausen – Rodgau-Jügesheim – Rodgau-Dudenhofen – Rodgau-Nieder-Roden – Rodgau-Rollwald – Rödermark-Ober Roden | 30 min 15 min (Hochheim–Rödermark zur HVZ und Flörsheim–Offenbach Ost werktags tagsüber) |
| S2    | Niedernhausen (Taunus) – Niederjosbach – Bremthal – Eppstein – Lorsbach – Hofheim (Taunus) – Kriftel – Frankfurt-Zeilsheim – Frankfurt-Höchst Farbwerke – Frankfurt-Höchst – Frankfurt-Nied – Frankfurt-Griesheim – Frankfurt (Main) Hbf tief – Frankfurt (Main) Taunusanlage – Frankfurt (Main) Hauptwache – Frankfurt (Main) Konstablerwache – Frankfurt (Main) Ostendstraße – Frankfurt (Main) Mühlberg – Offenbach-Kaiserlei – Offenbach Ledermuseum – Offenbach Marktplatz – Offenbach (Main) Ost – Offenbach-Bieber – Heusenstamm – Dietzenbach-Steinberg – Dietzenbach Mitte – Dietzenbach Bhf | 30 min 15 min (zur HVZ)                                                                  |

An der benachbarten Bushaltestelle halten die Stadtbuslinien 53 (Höchst Zuckschwerdtstraße – Zeilsheim Bahnhof), Expressbus X53 (Höchst Zuckschwerdtstraße – Zeilsheim – Sindlingen – Flughafen Terminal 1), und 54 (Rebstock Leonardo-da-Vinci-Allee – Sindlinger Friedhof). Frankfurt-Höchst Farbwerke ist der Preisklasse 5 zugeordnet.